# 1200.
◄ | 11. stoljeće | 12. stoljeće | 13. stoljeće | ►
◄ | 1170-ih | 1180-ih | 1190-ih | 1200-ih | 1210-ih | 1220-ih | 1230-ih | ►
◄◄ | ◄ | 1197. | 1198. | 1199. | 1200. | 1201. | 1202. | 1203. | ► | ►►
Arhitektura • Astronomija • Glazba • Knjige • Književnost • Kršćanstvo • Medicina • Pravo • Promet • Znanost

## Smrti
- 23. travnja - Si Ču, kineski filozof (* 1130.)

## Vanjske poveznice
|  | Zajednički poslužitelj ima još gradiva o temi 1200. |